# 宋甡
宋甡（1153年—1196年），字茂叔，號西園。金華（今屬浙江）人。
父宋沆，字叔子，學者稱厲齋先生。宋甡於紹熙元年（1190年）中進士，歷官文林郎、广西盐事司主管官，著有《西园集》。育有五子：宋自適、宋自道、宋自逢、宋自述、宋自遜。